# Voleibol de praia nos Jogos Olímpicos de Verão de 2024
Os torneios de voleibol de praia nos Jogos Olímpicos de Verão de 2024 em Paris, na França foram disputados entre 27 de julho e 10 de agosto de 2024 no temporário Estádio da Torre Eiffel, localizado no Campo de Marte, em Paris. Um total de 96 competidores pertencentes à 48 duplas (24 masculinas e 24 femininas) participaram do evento.

## Qualificação
Quarenta e oito equipes de voleibol de praia, sendo vinte e quatro equipes masculinas e vinte e quatro femininas podem competir nas Olimpíadas. No máximo duas equipes por gênero de um mesmo Comitê Olímpico Nacional são elegíveis para competir. Entre quarenta e oito equipes, uma equipe por gênero pertence ao país-sede, França. Em seguida, dois vencedores do Campeonato Mundial de 2024 garantiram as vagas. A maioria das vagas nas foi alocada para as dezessete melhores equipes por gênero do Ranking Olímpico da Federação Internacional de Voleibol em 9 de junho de 2024. As últimas cinco vagas por gênero vieram de cinco torneios continentais de qualificação.
Masculino
| Método                     | Método                     | Data                    | Local    | Vagas | Classificados      |
| -------------------------- | -------------------------- | ----------------------- | -------- | ----- | ------------------ |
| País-sede                  | País-sede                  | —                       | —        | 1     | FRA França         |
| Campeonato Mundial de 2023 | Campeonato Mundial de 2023 | 6–15 de outubro de 2023 | Tlaxcala | 1     | CZE Chéquia        |
| Ranking da FIVB            | —                          | —                       | —        | 17    | SWE Suécia         |
| Ranking da FIVB            | —                          | —                       | —        | 17    | NOR Noruega        |
| Ranking da FIVB            | —                          | —                       | —        | 17    | GER Alemanha       |
| Ranking da FIVB            | —                          | —                       | —        | 17    | BRA Brasil         |
| Ranking da FIVB            | —                          | —                       | —        | 17    | USA Estados Unidos |
| Ranking da FIVB            | —                          | —                       | —        | 17    | NED Países Baixos  |
| Ranking da FIVB            | —                          | —                       | —        | 17    | BRA Brasil         |
| Ranking da FIVB            | —                          | —                       | —        | 17    | ITA Itália         |
| Ranking da FIVB            | —                          | —                       | —        | 17    | POL Polônia        |
| Ranking da FIVB            | —                          | —                       | —        | 17    | NED Países Baixos  |
| Ranking da FIVB            | —                          | —                       | —        | 17    | QAT Catar          |
| Ranking da FIVB            | —                          | —                       | —        | 17    | USA Estados Unidos |
| Ranking da FIVB            | —                          | —                       | —        | 17    | ESP Espanha        |
| Ranking da FIVB            | —                          | —                       | —        | 17    | ITA Itália         |
| Ranking da FIVB            | —                          | —                       | —        | 17    | AUS Austrália      |
| Ranking da FIVB            | —                          | —                       | —        | 17    | CUB Cuba           |
| Ranking da FIVB            | —                          | —                       | —        | 17    | AUT Áustria        |
| Final da Copa Continental  | Europa                     | 13–16 de junho de 2024  | Jūrmala  | 1     | FRA França         |
| Final da Copa Continental  | África                     | 20–23 de junho de 2024  | Martil   | 1     | MAR Marrocos       |
| Final da Copa Continental  | Ásia                       | 21–23 de junho de 2024  | Liampó   | 1     | AUS Austrália      |
| Final da Copa Continental  | América do Norte           | 21–23 de junho de 2024  | Tlaxcala | 1     | CAN Canadá         |
| Final da Copa Continental  | América do Sul             | 21–23 de junho de 2024  | Iquique  | 1     | CHI Chile          |
| Total                      | Total                      | Total                   | Total    | 24    | —                  |

Feminino
| Método                     | Método                     | Data                    | Local    | Vagas | Classificados      |
| -------------------------- | -------------------------- | ----------------------- | -------- | ----- | ------------------ |
| País-sede                  | País-sede                  | —                       | —        | 1     | FRA França         |
| Campeonato Mundial de 2023 | Campeonato Mundial de 2023 | 6–15 de outubro de 2023 | Tlaxcala | 1     | USA Estados Unidos |
| Ranking da FIVB            | —                          | —                       | —        | 17    | BRA Brasil         |
| Ranking da FIVB            | —                          | —                       | —        | 17    | USA Estados Unidos |
| Ranking da FIVB            | —                          | —                       | —        | 17    | CAN Canadá         |
| Ranking da FIVB            | —                          | —                       | —        | 17    | BRA Brasil         |
| Ranking da FIVB            | —                          | —                       | —        | 17    | NED Países Baixos  |
| Ranking da FIVB            | —                          | —                       | —        | 17    | SUI Suíça          |
| Ranking da FIVB            | —                          | —                       | —        | 17    | LAT Letônia        |
| Ranking da FIVB            | —                          | —                       | —        | 17    | CHN China          |
| Ranking da FIVB            | —                          | —                       | —        | 17    | ITA Itália         |
| Ranking da FIVB            | —                          | —                       | —        | 17    | GER Alemanha       |
| Ranking da FIVB            | —                          | —                       | —        | 17    | AUS Austrália      |
| Ranking da FIVB            | —                          | —                       | —        | 17    | SUI Suíça          |
| Ranking da FIVB            | —                          | —                       | —        | 17    | ESP Espanha        |
| Ranking da FIVB            | —                          | —                       | —        | 17    | GER Alemanha       |
| Ranking da FIVB            | —                          | —                       | —        | 17    | FRA França         |
| Ranking da FIVB            | —                          | —                       | —        | 17    | LTU Lituânia       |
| Ranking da FIVB            | —                          | —                       | —        | 17    | ESP Espanha        |
| Final da Copa Continental  | Europa                     | 13–16 de junho de 2024  | Jūrmala  | 1     | CZE Chéquia        |
| Final da Copa Continental  | América do Sul             | 14–16 de junho de 2024  | Assunção | 1     | PAR Paraguai       |
| Final da Copa Continental  | África                     | 20–23 de junho de 2024  | Martil   | 1     | EGY Egito          |
| Final da Copa Continental  | Ásia                       | 21–23 de junho de 2024  | Liampó   | 1     | JPN Japão          |
| Final da Copa Continental  | América do Norte           | 21–23 de junho de 2024  | Tlaxcala | 1     | CAN Canadá         |
| Total                      | Total                      | Total                   | Total    | 24    | —                  |

## Nações participantes
| Nação              | Masculino | Feminino | Competidores |
| ------------------ | --------- | -------- | ------------ |
| GER Alemanha       | Yes       | 2        | 6            |
| AUS Austrália      | 2         | Yes      | 6            |
| AUT Áustria        | Yes       |          | 2            |
| BRA Brasil         | 2         | 2        | 8            |
| CAN Canadá         | Yes       | 2        | 6            |
| QAT Catar          | Yes       |          | 2            |
| CHI Chile          | Yes       |          | 2            |
| CHN China          |           | Yes      | 2            |
| CUB Cuba           | Yes       |          | 2            |
| EGY Egito          |           | Yes      | 2            |
| ESP Espanha        | Yes       | 2        | 6            |
| USA Estados Unidos | 2         | 2        | 8            |
| FRA França         | 2         | 2        | 8            |
| ITA Itália         | 2         | Yes      | 6            |
| JPN Japão          |           | Yes      | 2            |
| LAT Letônia        |           | Yes      | 2            |
| LTU Lituânia       |           | Yes      | 2            |
| MAR Marrocos       | Yes       |          | 2            |
| NOR Noruega        | Yes       |          | 2            |
| NED Países Baixos  | 2         | Yes      | 6            |
| PAR Paraguai       |           | Yes      | 2            |
| POL Polônia        | Yes       |          | 2            |
| CZE Chéquia        | Yes       | Yes      | 4            |
| SWE Suécia         | Yes       |          | 2            |
| SUI Suíça          |           | 2        | 4            |
| Total: 25 CONs     | 48        | 48       | 96           |

## Calendário
As disputas do voleibol de praia se iniciaram em 27 de julho e duraram 14 dias até a decisão da medalha de ouro do torneio feminino, com a conclusão do torneio masculino no dia seguinte.
| FG | Fase de grupos | LL | Lucky losers playoffs | OF | Oitavas de final | QF | Quartas de final | SF | Semifinal | B | Disputa pelo bronze | F | Final |

| DataEvento | Sáb 27 jul | Dom 28 jul | Seg 29 jul | Ter 30 jul | Qua 31 jul | Qui 1 ago | Sex 2 ago | Sáb 3 ago | Sáb 3 ago | Dom 4 ago | Seg 5 ago | Ter 6 ago | Qua 7 ago | Qui 8 ago | Sex 9 ago | Sex 9 ago | Sáb 10 ago | Sáb 10 ago |
| ---------- | ---------- | ---------- | ---------- | ---------- | ---------- | --------- | --------- | --------- | --------- | --------- | --------- | --------- | --------- | --------- | --------- | --------- | ---------- | ---------- |
| Masculino  | FG         | FG         | FG         | FG         | FG         | FG        | FG        | FG        | LL        | OF        | OF        | QF        | QF        | SF        |           |           | B          | F          |
| Feminino   | FG         | FG         | FG         | FG         | FG         | FG        | FG        | FG        | LL        | OF        | OF        | QF        | QF        | SF        | B         | F         |            |            |

## Medalhistas
| Evento             | Ouro                                      | Prata                                               | Bronze                                 |
| ------------------ | ----------------------------------------- | --------------------------------------------------- | -------------------------------------- |
| Masculino detalhes | David Åhman Jonatan Hellvig SWE Suécia    | Nils Ehlers Clemens Wickler GER Alemanha            | Anders Mol Christian Sørum NOR Noruega |
| Feminino detalhes  | Ana Patrícia Ramos Duda Lisboa BRA Brasil | Melissa Humana-Paredes Brandie Wilkerson CAN Canadá | Tanja Hüberli Nina Brunner SUI Suíça   |

## Quadro de medalhas
| Ordem | País         | Medalha de ouro | Medalha de prata | Medalha de bronze |   | Ordem por total |
| ----- | ------------ | --------------- | ---------------- | ----------------- | - | --------------- |
| 1     | BRA Brasil   | 1               |                  |                   | 1 | 1               |
|       | SWE Suécia   | 1               |                  |                   | 1 | 1               |
| 3     | GER Alemanha |                 | 1                |                   | 1 | 1               |
|       | CAN Canadá   |                 | 1                |                   | 1 | 1               |
| 5     | NOR Noruega  |                 |                  | 1                 | 1 | 1               |
|       | SUI Suíça    |                 |                  | 1                 | 1 | 1               |
| TOTAL | TOTAL        | 2               | 2                | 2                 | 6 | —               |